# Liên hiệp các hiệp hội bóng đá Ả Rập
Liên hiệp các hiệp hội bóng đá Ả Rập (Tiếng Anh: Union of Arab Football Associations; viết tắt: UAFA) là tổ chức điều hành bóng đá của các quốc gia Ả rập. Tổ chức này được thành lập trên cơ sở 22 quốc gia Ả-Rập ở Châu Phi và Châu Á.
UAFA được thành lập vào năm 1974 tại Tripoli, Libya. Năm 1976, một đại hội được tổ chức ở Damascus, Syria, và trụ sở chính của liên hiệp đã được chuyển về Riyadh, Ả Rập Xê Út.

## Thành viên hiện tại
Tất cả các thành viên tới từ Liên đoàn bóng đá châu Á cũng là thành viên của Liên đoàn bóng đá Tây Á.
| Quốc gia    | Liên đoàn | Liên đoàn khu vực | Năm  | Cơ quan điều hành                                     | Đội trưởng ĐTQG  |
| ----------- | --------- | ----------------- | ---- | ----------------------------------------------------- | ---------------- |
| Algérie     | CAF       | UNAF              | 1974 | Liên đoàn bóng đá Algérie                             | Medhi Lacen      |
| Bahrain     | AFC       | WAFF              | 1976 | Hiệp hội bóng đá Bahrain                              | Mohamed Husain   |
| Comoros     | CAF       | COSAFA            | 2003 | Liên đoàn bóng đá Comoros                             | không rõ         |
| Djibouti    | CAF       | CECAFA            | 1998 | Liên đoàn bóng đá Djibouti                            | Mohamed Meraneh  |
| Ai Cập      | CAF       | UNAF              | 1974 | Hiệp hội bóng đá Ai Cập                               | Ahmed Hassan     |
| Iraq        | AFC       | WAFF              | 1974 | Hiệp hội bóng đá Iraq                                 | Noor Sabri       |
| Jordan      | AFC       | WAFF              | 1974 | Hiệp hội bóng đá Jordan                               | Amer Deeb        |
| Kuwait      | AFC       | WAFF              | 1976 | Hiệp hội bóng đá Kuwait                               | Nawaf Al Khaldi  |
| Liban       | AFC       | WAFF              | 1978 | Hiệp hội bóng đá Liban                                | Youssef Mohamad  |
| Libya       | CAF       | UNAF              | 1974 | Liên đoàn bóng đá Libya                               | Ahmed Saad Osman |
| Mauritanie  | CAF       | WAFU              | 1989 | Liên đoàn bóng đá Cộng hòa Hồi giáo Mauritanie        | không rõ         |
| Maroc       | CAF       | UNAF              | 1976 | Liên đoàn bóng đá Hoàng gia Maroc                     | Nadir Lamyaghri  |
| Oman        | AFC       | WAFF              | 1978 | Hiệp hội bóng đá Oman                                 | Ali Al-Habsi     |
| Palestine   | AFC       | WAFF              | 1974 | Liên đoàn bóng đá Palestine                           | Ramzi Saleh      |
| Qatar       | AFC       | WAFF              | 1976 | Hiệp hội bóng đá Qatar                                | Wesam Rizik      |
| Ả Rập Xê Út | AFC       | WAFF              | 1974 | Liên đoàn bóng đá Ả Rập Xê Út                         | Saud Kariri      |
| Somalia     | CAF       | CECAFA            | 1974 | Liên đoàn bóng đá Somalia                             | Yasin Ali        |
| Sudan       | CAF       | CECAFA            | 1978 | Hiệp hội bóng đá Sudan                                | Haitham Mustafa  |
| Syria       | AFC       | WAFF              | 1974 | Liên đoàn bóng đá Syria                               | Mosab Balhous    |
| Tunisia     | CAF       | UNAF              | 1976 | Liên đoàn bóng đá Tunisia                             | Aymen Mathlouthi |
| UAE         | AFC       | WAFF              | 1974 | Hiệp hội bóng đá Các Tiểu Vương quốc Ả Rập Thống nhất | Ali Khasif       |
| Yemen       | AFC       | WAFF              | 1978 | Hiệp hội bóng đá Yemen                                | Salem Saeed      |

## Các giải đấu quốc tế tham gia

### Thế vận hội mùa hè
| Quốc gia    | 1900 | 1904 | 1908 | 1912 | 1920 | 1924 | 1928 | 1936 | 1948 | 1952 | 1956 | 1960 | 1964 | 1968 | 1972 | 1976 | 1980 | 1984 | 1988 | 1992 | 1996 | 2000 | 2004 | 2008 | 2012 | 2016 | 2020 | Tổng cộng |
| ----------- | ---- | ---- | ---- | ---- | ---- | ---- | ---- | ---- | ---- | ---- | ---- | ---- | ---- | ---- | ---- | ---- | ---- | ---- | ---- | ---- | ---- | ---- | ---- | ---- | ---- | ---- | ---- | --------- |
| Ai Cập      |      |      |      |      | •    | QF   | 4th  | •    | •    | •    |      | •    | 4th  |      |      |      |      | QF   |      | •    |      |      |      |      | QF   |      | •    | 12        |
| Maroc       |      |      |      |      |      |      |      |      |      |      |      |      | •    |      | QF   |      |      | •    |      | •    |      | •    | •    |      | •    |      |      | 7         |
| Iraq        |      |      |      |      |      |      |      |      |      |      |      |      |      |      |      |      | QF   | •    | •    |      |      |      | 4th  |      |      | •    |      | 5         |
| Tunisia     |      |      |      |      |      |      |      |      |      |      |      | •    |      |      |      |      |      |      | •    |      | •    |      | •    |      |      |      |      | 4         |
| Kuwait      |      |      |      |      |      |      |      |      |      |      |      |      |      |      |      |      |      | QF   |      |      | •    |      | •    |      |      |      |      | 3         |
| Qatar       |      |      |      |      |      |      |      |      |      |      |      |      |      |      |      |      |      |      | •    |      | QF   |      |      |      |      |      |      | 2         |
| Ả Rập Xê Út |      |      |      |      |      |      |      |      |      |      |      |      |      |      |      |      |      | •    |      |      | •    |      |      |      |      |      | •    | 3         |
| Algérie     |      |      |      |      |      |      |      |      |      |      |      |      |      |      |      |      | QF   |      |      |      |      |      |      |      |      |      |      | 1         |
| Sudan       |      |      |      |      |      |      |      |      |      |      |      |      |      |      | •    |      |      |      |      |      |      |      |      |      |      |      |      | 1         |
| Syria       |      |      |      |      |      |      |      |      |      |      |      |      |      |      |      |      | •    |      |      |      |      |      |      |      |      |      |      | 1         |
| UAE         |      |      |      |      |      |      |      |      |      |      |      |      |      |      |      |      |      |      |      |      |      |      |      |      | •    |      |      | 1         |
| Tổng cộng   | 0    | 0    | 0    | 0    | 1    | 1    | 1    | 1    | 1    | 1    | 0    | 2    | 2    | 0    | 2    | 0    | 4    | 5    | 2    | 4    | 2    | 2    | 3    | 0    | 3    | 1    | 2    | 40        |

| Chú thích - — Các đội tuyển CAF - — Các đội tuyển AFC | - 1st – Vô địch - 2nd – Á quân - 3rd – Hạng ba - 4th – Hạng tư - • – Vòng bảng | - q — Vượt qua vòng loại ở giải đấu sắp tới - — Vượt qua vòng loại nhưng rút lui - — Bị cấm/Không vượt qua vòng loại - — Chủ nhà |  |

### Giải vô địch bóng đá thế giới
| Đội tuyển   | 1930 | 1934 | 1938 | 1950 | 1954 | 1958 | 1962 | 1966 | 1970 | 1974 | 1978 | 1982 | 1986 | 1990 | 1994 | 1998 | 2002 | 2006 | 2010 | 2014 | 2018 | 2022 | Tổng cộng | Bao gồm cả Vòng loại WC |
| Nigeria     |      |      |      |      |      |      |      |      | •    | •    | •    | •    | •    | •    | R16  | R16  | GS   | •    | GS   | R16  | GS   |      | 6         | 13                      |
| Maroc       |      |      |      |      |      |      | •    |      |      | •    | •    | •    | R16  | •    | GS   | GS   | •    | •    | •    | •    | GS   |      | 5         | 13                      |
| Ả Rập Xê Út |      |      |      |      |      |      |      |      |      |      | •    | •    | •    | •    | R16  | GS   | GS   | GS   | •    | •    | GS   |      | 5         | 9                       |
| Tunisia     |      |      |      |      |      |      | •    |      |      | •    | GS   | •    | •    | •    | •    | GS   | GS   | GS   | •    | •    | GS   |      | 5         | 13                      |
| Algérie     |      |      |      |      |      |      |      |      | •    | •    | •    | GS   | GS   | •    | •    | •    | •    | •    | GS   | R16  | •    |      | 4         | 12                      |
| Ai Cập      |      | 1R   |      |      | •    |      |      |      |      | •    | •    | •    | •    | GS   | •    | •    | •    | •    | •    | •    | GS   |      | 3         | 13                      |
| Iraq        |      |      |      |      |      |      |      |      |      | •    |      | •    | GS   | •    | •    | •    | •    | •    | •    | •    | •    |      | 1         | 9                       |
| Kuwait      |      |      |      |      |      |      |      |      |      | •    | •    | GS   | •    | •    | •    | •    | •    | •    | •    | •    | •    |      | 1         | 10                      |
| UAE         |      |      |      |      |      | •    |      |      |      |      |      |      | •    | GS   | •    | •    | •    | •    | •    | •    | •    |      | 1         | 8                       |
| Qatar       |      |      |      |      |      |      |      |      |      | •    | •    | •    | •    | •    | •    | •    | •    | •    | •    | •    | •    | q    | 1         | 10                      |
| Tổng cộng   |      | 0    | 1    | 0    | 0    | 0    | 0    | 0    | 0    | 1    | 0    | 1    | 2    | 3    | 2    | 2    | 3    | 2    | 2    | 1    | 1    |      | 21        |                         |

Chú thích
| - — Các đội tuyển CAF - — Các đội tuyển AFC | - 1st – Vô địch - 2nd – Á quân - 3rd – Hạng ba - 4th – Hạng tư - QF – Tứ kết - R16 – Vòng 16 đội (kể từ năm 1986) - GS – Vòng bảng (1930 và kể từ năm 1950) - 1R – Vòng 1 (1934 và 1938) | - q — Vượt qua vòng loại ở giải đấu sắp tới - • — Không vượt qua vòng loại - — Không tham dự - — Rút lui - — Bị cấm - — Chủ nhà |  |

### Cúp Liên đoàn các châu lục
| Đội tuyển   | 1992 | 1995 | 1997 | 1999 | 2001 | 2003 | 2005 | 2009 | 2013 | 2017 | Năm |
| ----------- | ---- | ---- | ---- | ---- | ---- | ---- | ---- | ---- | ---- | ---- | --- |
| Ả Rập Xê Út | 2nd  | GS   | GS   | 4th  |      |      |      |      |      |      | 4   |
| Ai Cập      |      |      |      | GS   |      |      |      | GS   |      |      | 2   |
| Iraq        |      |      |      |      |      |      |      | GS   |      |      | 1   |
| Tunisia     |      |      |      |      |      |      | GS   |      |      |      | 1   |
| UAE         |      |      | GS   |      |      |      |      |      |      |      | 1   |
| Tổng cộng   | 1    | 1    | 2    | 2    | 0    | 0    | 1    | 2    |      |      |     |

## Các giải đấu
| Đội tuyển quốc gia - Cúp các quốc gia Ả Rập - Palestine Cup of Nations (đã ngừng) - The Pan Arab Games - Giải vô địch bóng đá nữ Ả Rập - Giải vô địch bóng đá trong nhà Ả Rập | Đội tuyển trẻ - Giải vô địch bóng đá U-20 Ả Rập - Giải vô địch bóng đá U-17 Ả Rập - Giải vô địch bóng đá U-15 Ả Rập - Palestine Cup of Nations for Youth (đã ngừng) | Câu lạc bộ - Cúp UAFA - Arab Cup Winners' Cup (đã ngừng) - Siêu cúp Ả Rập (đã ngừng) | Khu vực - Cúp các quốc gia Vùng Vịnh - Cúp U-23 các quốc gia Vùng Vịnh - Cúp U-17 các quốc gia Vùng Vịnh - Cúp vô địch câu lạc bộ Vùng Vịnh |

## Xếp hạng
| UAFA | FIFA | Quốc gia    | +/−        |
| ---- | ---- | ----------- | ---------- |
| 1    | 25   | Algérie     | Tăng       |
| 2    | 26   | Ai Cập      | Tăng       |
| 3    | 44   | Tunisia     | Tăng       |
| 4    | 61   | UAE         | Giảm       |
| 5    | 66   | Jordan      | Tăng       |
| 6    | 71   | Libya       | Giảm       |
| 7    | 75   | Ả Rập Xê Út | Giữ nguyên |
| 8    | 77   | Maroc       | Giảm       |
| 9    | 81   | Oman        | Giảm       |
| 10   | 101  | Qatar       | Giảm       |

| UAFA | FIFA | Quốc gia  | Điểm số | +/−        |
| ---- | ---- | --------- | ------- | ---------- |
| 1    | 56   | Jordan    | 1404    | Tăng       |
| 2    | 69   | Bahrain   | 1340    | Tăng       |
| 3    | 70   | Maroc     | 1331    | Tăng       |
| 4    | 73   | Tunisia   | 1325    | Tăng       |
| 5    | 74   | Algérie   | 1320    | Tăng       |
| 6    | 83   | Ai Cập    | 1289    | Tăng       |
| 7    | 94   | Palestine | 1189    | Tăng       |
| 8    | 120  | Liban     | 944     | Tăng       |
| 9    | 124  | Syria     | 927     | Tăng       |
| 10   | 126  | Iraq      | 882     | Tăng       |
| 11   | 130  | Comoros   | 534     | Giữ nguyên |
| 12   | 130  | UAE       | 1729    | Giữ nguyên |
| 13   | 130  | Qatar     | 1046    | Giữ nguyên |